# Carla Thomas
Carla Thomas (Memphis, Tennessee, 21 de diciembre de 1942) es una cantante de soul estadounidense, apodada la Reina del Soul de Memphis (Queen of Memphis Soul). Es hija del cantante de soul y blues Rufus Thomas.
Con tan solo 18 años cantó a dúo Cause I Love You, junto a su padre, Rufus Thomas. Gracias a este tema la discográfica Satellite se fijó en ella, y ese mismo año editó su sencillo en solitario Gee Whiz (Look at His Eyes). Muy poco después Satellite se convirtió en Stax. Desde que lanzara su primer sencillo se situó en las listas 22 veces, convirtiéndose una de las estrellas de la compañía. De sus hits destacan I'll Bring It on Home to You, Let Me Be Good to You, B-A-B-Y, Tramp y I Like What You're Doing to Me. 
Entre 1961 y 1964 colaboró varias veces con Otis Redding. Editaron juntos el álbum King & Queen, donde destacan los hits Lovey Dovey y Tramp.